# Fru (jogo eletrônico)
Fru é um jogo de plataforma e quebra-cabeça desenvolvido pela Through Games. Fru foi lançado para Xbox One em 13 de julho de 2016

## Jogabilidade
Fru é um jogo de plataforma de quebra-cabeça, no qual os jogadores controlam uma jovem usando uma máscara de raposa em um ambiente bidimensional. O jogo faz uso do periférico de detecção de movimento Kinect. A silhueta do jogador é projetada em tempo real no cenário para manipular e revelar plataformas ocultas.

## Desenvolvimento e lançamento
Fru foi desenvolvido e publicado pela Through Games. Um protótipo foi criado como entrada para o Global Game Jam 2014. em março de 2014, A Microsoft anunciou na GDC que Fru seria lançado no console de videogame Xbox One por meio de seu programa ID@Xbox. O fundador da Through Games, Mattia Traverso, expressou decepção com a decisão da Microsoft de começar a vender consoles Xbox One sem o dispositivo Kinect, questionando se a conclusão do produto seria financeiramente viável. Fru foi lançado em 13 de Julho de 2016. O jogo foi retirado da lista em 1 de julho de 2022.

## Recepção
Fru recebeu críticas geralmente positivas dos críticos.